# Pegas (balíček programu R)
pegas (zkratka pro anglický název Population and Evolutionary Genetics Analysis System) je balík pro fylogenetické analýzy pro prostředí R.
Tento balík poskytuje funkce pro čtení, psaní, kreslení, analýzu a manipulaci s alelickými a haplotypickými daty včetně souborů VCF, a pro analýzu populačních nukleotidových sekvencí (jednonukleotidový polymorfismus, SNP) a mikrosatelitů (pro ně navíc balík obsahuje různé datasety, např. jaguárů) včetně koalescenčních analýz, populační struktury (Fst, Amova) a Hardyho-Weinbergovy rovnováhy (HWE), haplotypových sítí, minimálních koster stromu a sítí, stejně jako sítí podle algoritmu median-joining. Rovněž je možné testovat a manipulovat s fázovanými genotypy. S tímto balíkem je také možné manipulovat s geografickými souřadnicemi. Pro kódování fylogenezí a DNA sekvencí používá strukturu dat balíku ape.